# 後立山連峰
後立山連峰（うしろたてやまれんぽう）は、飛騨山脈（北アルプス）の北部が、造山過程で裂けて黒部川が流れ、この東岸に連なる連峰群。西岸の立山連峰と双対している。

## 概要
後立山連峰の山稜に沿って、富山県と新潟県の県境、および富山県と長野県の県境が設けられている。その最高峰は、標高2,932 mの白馬岳である。山の上部は森林限界の高山帯でハイマツなど高山植物の群生地があり、ライチョウの生息地となっている。
後立山連峰の北端は、旧北陸道最大の難所とされた親不知の断崖となって日本海に落ち込んでいる。南端は諸説あるが、一般的には針ノ木岳と蓮華岳の間の針ノ木峠とされている。その先で裏銀座へと稜線が連なる。東側がフォッサマグナの大断層の急峻な地形で、西側は緩やかな斜面である非対称山稜となっている。東斜面には白馬大雪渓や針ノ木雪渓などの万年雪となる谷部がある。
「後立山」という名称は、立山連峰の背後にあることを意味するもので、加賀藩(石川県・富山県)の古文献に「錫杖ヶ岳(不帰岳)、赤鬼ヶ岳(大黒岳)、大蓮花山、小蓮花、大蓮花、餓鬼ヶ岳、地蔵岳、後立山（ごりゅうざん）」という山名があり、後立山は、今の鹿島槍ヶ岳、又は、五竜岳とされている。立山は古来より信仰対象だが、立山連峰に比べると後立山連峰の山は宗教色が薄い。現在の山名は、優先的に長野県側から見ての名称を用いている。

## 歴史
⁂ 1583年（天正11年）4月の賤ヶ岳の戦いで柴田勝家に付いて、頭を丸めて微妙な情勢になった佐々成政。小牧・長久手の戦いの和睦で、西に前田家と東に上杉家に挟まれて、再び微妙な立場に立たされた富山城主の佐々成政。年齢50歳前後の男が、1584年（天正12年）旧暦の12月積雪期に3週間をかけて、決死の覚悟で北アルプス山中のザラ峠を越え、針ノ木峠を越え、浜松城にいる徳川家康に会いに行ったとされる（ただし異論もある。「佐々成政#さらさら越え」参照）。この逸話を北アルプスを縦走するものの頭の中にある。
⁂ 1640年以後に加賀藩による奥山廻りの記録がある。
⁂ 1880年には、後立山連峰を横断する有料道路（立山新道）が開通したが、2年のシーズンのみで営業を廃止した。
⁂ 1934年（昭和9年）12月4日に、長栂山の北側の特別天然記念物「白馬岳連山高山植物帯」から南部の山域が、中部山岳国立公園に指定された。親不知から針ノ木峠までの主稜線には、ほぼ尾根伝いに登山道が整備されている。親不知から朝日岳までの北部の登山道は栂海新道と名付けられている。各要所には山小屋や避難小屋が整備され、白馬岳山頂直下にある白馬山荘は日本最大規模の収容能力があり、多くの登山者が訪れる。

## 主な山

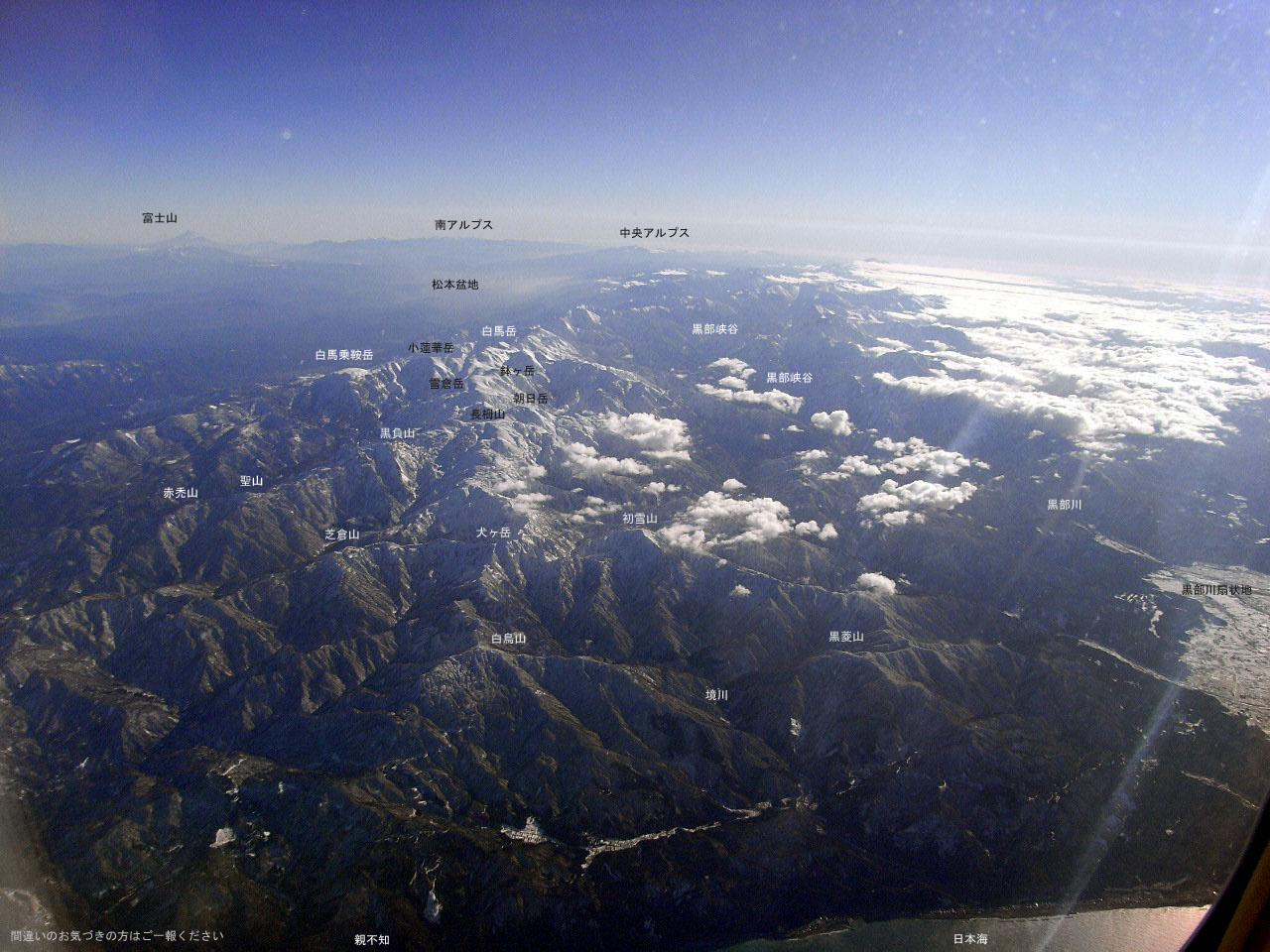
親不知上空近辺より見る後立山連峰

| 山容 | 名称       | 標高 （m） | 三角点等級 基準点名 | 白馬岳からの 方角と距離 (km) | 備考                                                   |
| ---- | ---------- | ---------- | ------------------- | ---------------------------- | ------------------------------------------------------ |
|      | 白鳥山     | 1,286.9    | 三等「しな谷」      | 北北西 21.1                  | 白鳥小屋                                               |
|      | 菊石山     | 1,209.8    | 三等「法り込」      | 北北西 19.0                  |                                                        |
|      | 犬ヶ岳     | 1,592.5    | 二等「犬ケ岳」      | 北北西 16.9                  | 栂海山荘                                               |
|      | 初雪山     | 1,615.0    | 三等「初雪山」      | 北北西 21.0                  |                                                        |
|      | 風吹岳     | 1,888      |                     | 北東 9.5                     | 風吹大池                                               |
|      | 朝日岳     | 2,417.97   | 二等「雪倉」        | 北北西 8.0                   | 日本三百名山 朝日小屋                                  |
|      | 乗鞍岳     | 2,469      |                     | 北東 4.9                     | 白馬大池の東                                           |
|      | 雪倉岳     | 2,610.87   | 三等「六兵衛」      | 北 4.0                       | 日本二百名山 雪倉岳避難小屋                            |
|      | 清水岳     | 2,603      |                     | 西 3.6                       | （しょうずだけ）                                       |
|      | 鉢ヶ岳     | 2,563      |                     | 北北西 2.5                   | 長池                                                   |
|      | 小蓮華山   | 2,766      |                     | 北東 2.3                     | 山頂部崩落                                             |
|      | 白馬岳     | 2,932.24   | 一等「白馬岳」      | 0                            | 後立山連峰の最高峰 日本百名山 白馬山荘、白馬岳頂上宿舎 |
|      | 旭岳       | 2,867      |                     | 西 1.1                       |                                                        |
|      | 杓子岳     | 2,812      |                     | 南 2.0                       |                                                        |
|      | 鑓ヶ岳     | 2,903.11   | 三等「鎗ケ岳」      | 南 3.0                       | 白馬鑓温泉                                             |
|      | 不帰岳     | 2,053.5    | 三等「狢谷」        | 西 6.1                       | （かえらずだけ） 不帰岳避難小屋                        |
|      | 唐松岳     | 2,695.8    | 二等「唐松谷」      | 南 7.9                       | 日本三百名山 八方尾根、唐松岳頂上山荘                  |
|      | 白岳       | 2,541      |                     | 南 10.4                      | 遠見尾根、五竜山荘                                     |
|      | 五竜岳     | 2,814      |                     | 南 11.1                      | 日本百名山                                             |
|      | 鹿島槍ヶ岳 | 2,889.08   | 二等「鹿島入」      | 南 14.9                      | 日本百名山 キレット小屋                                |
|      | 爺ヶ岳     | 2,669.82   | 二等「祖父岳」      | 南 18.9                      | 日本三百名山 種池山荘・冷池山荘                        |
|      | 岩小屋沢岳 | 2,630.3    | 三等「西岳」        | 南南西 20.5                  |                                                        |
|      | 鳴沢岳     | 2,641      |                     | 南南西 21.8                  | 新越山荘                                               |
|      | 赤沢岳     | 2,677.8    | 三等「牛小屋沢」    | 南南西 22.7                  |                                                        |
|      | スバリ岳   | 2,752      |                     | 南南西 24.6                  |                                                        |
|      | 針ノ木岳   | 2,820.6    | 三等「野口」        | 南南西 25.3                  | 日本二百名山 針ノ木小屋                                |

## 地理

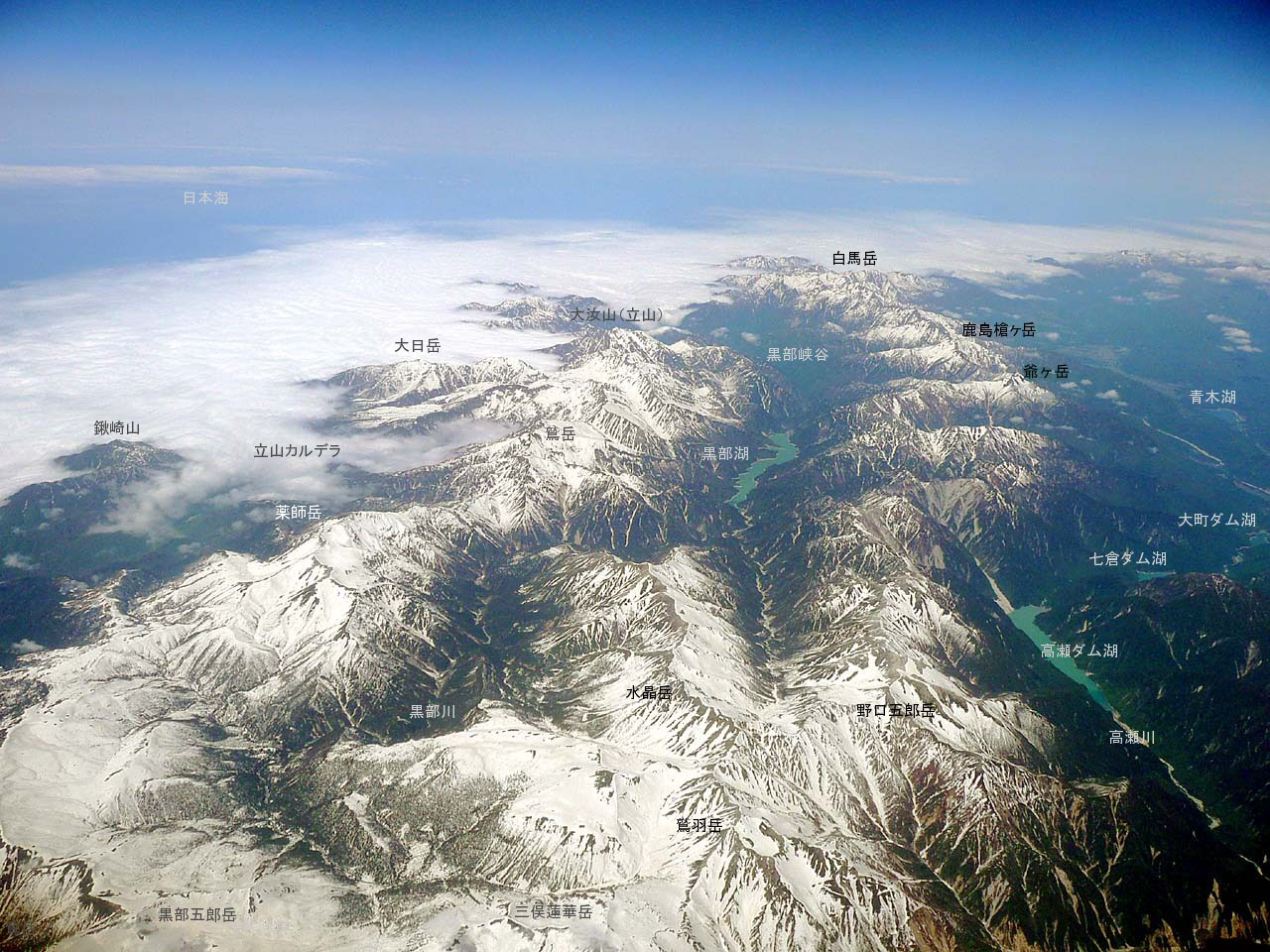
黒部川源流部
右上、鹿島槍ヶ岳のある山稜が後立山連峰

山脈を貫く唯一のトンネルは、関西電力が黒部ダムを建設する際に掘削した関電トンネルである。現在は立山黒部アルペンルートの観光用の関電トンネルトロリーバスの専用道となっている。

### 源流の河川
山脈の西及び東側には以下の源流となる河川があり、分水嶺となっている。これらの河川はすべて日本海へ流れる。
- 境川
- 黒部川
- 姫川
- 高瀬川

### スキー場
日本海側の豪雪地帯の地域があり、長野県側の東斜面には以下の多くのスキー場がある。
- 白馬コルチナ国際スキー場
- 白馬乗鞍温泉スキー場
- 栂池高原スキー場
- 白馬岩岳スキー場
- 白馬八方尾根スキー場
- Hakuba47ウィンタースポーツパーク
- 白馬五竜スキー場
- サンアルピナ白馬さのさかスキー場
- サンアルピナ青木湖スキー場
- サンアルピナ鹿島槍スキー場
- 爺ヶ岳スキー場

### 周辺の温泉
山腹には以下の温泉がある。
- 蓮華温泉
- 白馬鑓温泉
- 白馬八方温泉
- 祖母谷温泉

## 関連画像
| 五竜岳からへ杓子岳へ連なる稜線 白馬村北城より望む | 後立山連峰北部（解説あり） 入善町より望む | 立山連峰と後立山連峰 黒部川河口より望む |

## 関連書籍
- 中西俊明『白馬・後立山連峰』山と渓谷社〈ヤマケイ アルペンガイド9〉、2008年5月。ISBN 9784635013536。
- 藤瀬親実『山河光彩〈4〉後立山連峰―藤瀬親実写真集』ほおずき書籍、2008年7月。ISBN 9784434120398。
- 『白馬岳』昭文社〈山と高原地図 2011年版〉、2011年3月。ISBN 9784398757746。
- 『鹿島槍・五竜岳』昭文社〈山と高原地図 2011年版〉、2011年3月。ISBN 9784398757753。